# Шамес, Пётр Иосифович
Пётр Иосифович Шамес (1929—1996) — советский геолог, лауреат Государственной премии СССР.

## Биография
Родился 19 июня 1929 года в городе Шепетовке, УССР.
В 1951 году окончил Черновицкий государственный университет.
До 1987 года работал в управлении «Иркутскгеология»: геолог, начальник партий, главный геолог экспедиций.
Руководил разведкой месторождений магнезита, талька, редких металлов в Восточном Саяне, работами по стратиграфии, тектонике, металлогении Сибирской платформы.
До 1965 года — главный геолог Савинской комплексной геологоразведочной экспедиции.
Кандидат геолого-минералогических наук.[когда?]
С 1987 года преподаватель Иркутского университета, доцент кафедры региональной геологии и геофизики.
Скончался 30 апреля 1996 года в городе Иркутске.

## Награды и премии
В 1967 году был удостоен Государственной премии СССР — за участие в открытии, разведке и оценке Савинского месторождения магнезита.
П. И. Шамес награжден медалью «За доблестный труд. В ознаменование 100-летия со дня рождения В. И. Ленина» и многими ведомственными знаками отличия. 
- Награждён орденами.[уточнить]